# Rhys Chatham
Rhys Chatham (sinh ngày 19 tháng 9, 1952) là một nhà soạn nhạc và nhạc công guitar-trumpet, chủ yếu hoạt động trong giới nhạc avant garde và minimalism. Ông được biết đến nhiều nhất với những bản "giao hưởng guitar".

## Đĩa nhạc
- Factor X (LP), Moers Music 1983
gồm:
  - For Brass (1982)
  - Guitar Ring (1982)
  - The Out Of Tune Guitar (1982)
  - Cadenza (1981)
- Die Donnergötter (LP), Dossier Records (Europe)/Homestead Records (USA) 1987
gồm:
  - Die Donnergötter (1984–86)
  - Waterloo No. 2 (1986)
  - Guitar Trio (1977)
  - Drastic Classicism (1982)
- Neon (12", CDEP), Ntone 1997
All compositions in collaboration with Martin Wheeler.
gồm:
  - Charm (1996)
  - Ramatek (1994)
  - Hornithology (1996)
  - Neon (1993)
- Septile (12", CD EP), Ntone 1997
All compositions in collaboration with Jonathan Kane & DJ Elated System.
- Hardedge, The Wire Editions 1999
Made in collaboration with Pat Thomas, Gary Smith, Gary Jeff, Lou Ciccotelli.
- A Rhys Chatham Compendium (CD), Table of the Elements 2002
Limited-edition CD featuring selections and edits from the An Angel Moves Too Fast To See box-set.
gồm:
  - An Angel Moves Too Fast To See (1989) [edit]
  - Guitar Trio (1977) [edit]
  - Drastic Classicism (1982) [edit]
  - Two Gongs (1971) [edit]
  - Guitar Cetet (1977) [bonus track not contained in box set]
  - Waterloo, No. 2 (1986) [edit]
  - Die Donntergötter (1985) [complete version]
- An Angel Moves Too Fast To See (Selected Works 1971-1989) (3xCD box set), Table of the Elements 2002
  - đĩa 1:
    - Two Gongs (1971)

  - đĩa 2:
    - Die Donnergötter (1985)
    - Waterloo, No. 2 (1986)
    - Drastic Classicism (1982)
    - Guitar Trio (1977)
    - Massacre on MacDougal Street (1982)

  - đĩa 3:
    - An Angel Moves Too Fast To See (1989)
- Echo Solo (LP), Azoth Schallplatten Gesellschaft 2003
- Three Aspects Of The Name (12"), Table of the Elements 2003
- An Angel Moves Too Fast To See (For 100 Electric Guitars, Electric Bass, And Drums) (LP, CD), Table of the Elements/Radium 2006
- Die Donnergötter (LP, CD), Table of the Elements/Radium 2006
gồm:
  - Die Donnergötter (1985/86)
  - Waterloo, No. 2 (1986)
  - Drastic Classicism (1982)
  - Guitar Trio (1977)
  - Massacre on MacDougal Street (1982)

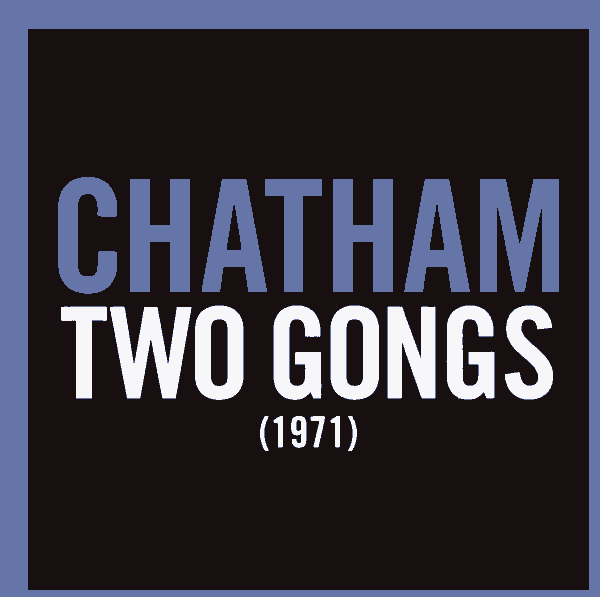
Bìa Two Gongs (1971).

- Two Gongs (1971) (CD), Table of the Elements 2006
- A Crimson Grail (For 400 Electric Guitars) (CD), Paris Version / Indoor Version, Table of the Elements 2007
- The Bern Project (CD), Hinterzimmer Records 2010
containing:
  - War In Heaven (2009)
  - A Rite for Samhain (2009)
  - Scrying in Smoke (2009)
  - My Lady of the Loire (2009)
  - Is there Life After Guitar Trio (2009)
  - Under the Petals of the Rose (2009)
- A Crimson Grail (For 200 Electric Guitars) (CD), New York Version / Outdoor Version, Nonesuch Records 2010

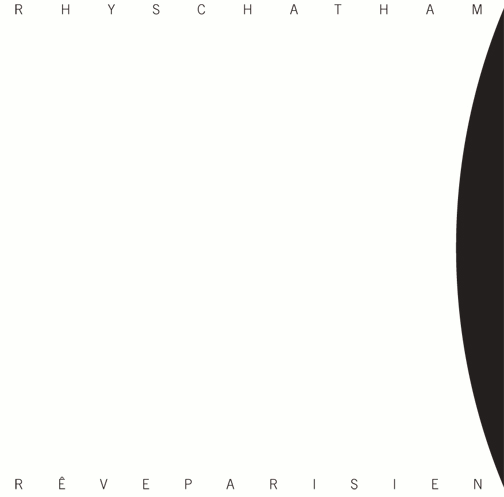
Bìa Rêve Parisien.

- Outdoor Spell (LP, CD), Northern-Spy 2011
containing:
  - Outdoor Spell
  - Crossing the Sword Bridge
  - Corn Maiden's Rite
  - The Magician
- Rêve Parisien (LP), Primary Information 2011
- Harmonie Du Soir (LP, CD), Northern-Spy 2013
containing:
  - Harmonie Du Soir
  - Harmonie De Pontarlier: The Dream Of Rhonabwy
  - Drastic Classicism Revisited